# Abadan (Turkménistan)
Pour l’article homonyme, voir Abadan.
Abadan est une ville du sud du Turkménistan, située dans la province d'Ahal, près de la frontière avec l'Iran.
Sa population est d'environ 50 000 habitants.
La ville est reliée par voie ferrée au réseau national.
Le 7 juillet 2011, la ville a subi une série d'explosions, causant la mort de 13 civils et 2 militaires.